# NGC 4244
إن جي سي 4244 (NGC 4244 والمعروف أيضا بكالدويل 26) هو حافة على مجرة لولبية فضفاضة  كاذن كالدويل في كوكبة السلوقان. هو جزء من مجموعة مجرات السلوقيان M وهي مجموعة وعناقيد مجرات قريبة نسبيا من المجموعة المحلية التي تحتوي على درب التبانة. إنه يضيء في حجم +10.2/+10.6. وإحداثياته السماوية هيRA 12h 17.5m, dec +37° 49′.

## معرض

صورة إن جي سي 4244 من تلسكوب الفضاء هابل.